# Nadleśnictwo Studzianki
Nadleśnictwo Studzianki – osada leśna w Polsce położona w województwie mazowieckim, w powiecie kozienickim, w gminie Głowaczów.
W latach 1975–1998 miejscowość administracyjnie należała do województwa radomskiego.